# 최승재 (정치인)
최승재(崔承宰, 1967년 7월 11일~)는 대한민국의 경제기관단체인 출신 정치인이다. 제21대 국회의원을 지냈다.

## 학력
- 양서고등학교 졸업
- 경기대학교 경영학과 졸업
- 경기대학교 대학원 재학

## 경력
- 2000: 한국인터넷콘텐츠서비스협동조합 이사장
- 2011~2015. 2. 중소기업중앙회 이사
- 2011~2012: 전국소상공인대회 총괄운영위원장
- 2012: 법제처 국민법제관
- 2012: 중소기업 규제개혁 옴부즈만
- 2013: 한국콘텐츠공제조합 등기이사
- 2013: 국회 국정감사 NGO모니터단 공동단장
- 2013: 전국소상공인살리기운동본부 대표
- 2014: 중소상공인희망재단 등기이사, 운영위원장
- 2014~2020. 2. 소상공인연합회 회장
- 2015. 4. 동반성장위원회 위원
- 2015. 8.~2017. 2. 중소상공인희망재단 이사장
- 2018. 11.~2020. 2. 경제사회노동위원회 위원
- 2019. 4.~2020. 2. 미세먼지 문제 해결을 위한 국가기후환경회의 위원
- 2020. 4. 15. 대한민국 제21대 국회의원 선거 당선(비례대표, 미래한국당, 초선)
- 2020. 5.~2020. 9. 미래통합당 원내부대표
- 2020. 7.~2020. 9. 미래통합당 소상공인 살리기 특별위원회 간사
- 2020. 7.~2020. 9. 미래통합당 소상공인위원장
- 2020. 8.~2020. 9. 미래통합당 코로나19 대책특별위원회 위원
- 2020. 9.~2021. 4. 국민의힘 원내부대표
- 2020. 9. 국민의힘 소상공인 살리기 특별위원회 간사
- 2020. 9.~2023. 5. 국민의힘 소상공인위원장
- 2020. 9. 국민의힘 코로나19 대책특별위원회 위원
- 2020. 9. 국민의힘 호남 동행 국회의원 발대식 명예의원(전라남도 영암군)
- 2020. 10. 국민의힘 수해대책특별위원회 위원
- 2020. 10.~2021. 3. 국민의힘 4·7 재보궐선거 경선준비위원회 위원
- 2020. 12. 국민의힘 노동혁신특별위원회 위원
- 2020. 12.~2021. 3. 국민의힘 4.7 재보궐선거 공약개발단 공통공약 개발단 민생경제팀 위원
- 2021. 3.~2021. 4. 국민의힘 4.7 재보궐선거 중앙선거대책위원회 소상공인본부장
- 2021. 3.~2021. 4. 국민의힘 4·7재보궐선거 서울시장 보궐선거 선거대책위원회 정책특별본부 소상공인살리기대책본부장
- 2021. 12.~2022. 1. 국민의힘 선거대책위원회 직능총괄본부 소상공인지원본부장
- 2022. 1.~2022. 3. 국민의힘 제20대 대통령 선거 선거대책본부 직능본부 소상공인지원본부장
- 2022. 3.~2022. 5. 제20대 대통령직인수위원회 국민통합위원회 경제분과위원
- 2022. 6.~2022. 10. 국민의힘 물가민생안전특별위원회 위원
- 2022. 11.~2023. 3. 국민의힘 민생경제안정특별위원회 위원
- 2023. 4.~2024. 4. 국민의힘 정책위원회 부의장
- 2023. 5. 국민의힘 노동개혁특별위원회 위원
- 2023. 7. 국민의힘 약자와의동행위원회 경제산업분과 위원
- 2024. 8.~ 제6대 중소기업 옴부즈만 이사장

### 의정 활동
- 2020. 5.~2024. 5. 제21대 국회의원(비례대표, 미래한국당→미래통합당→국민의힘, 초선)
  - 2020. 7.~2022. 5. 제21대 국회 전반기 산업통상자원중소벤처기업위원회 위원
  - 제21대 국회 전반기 산업통상자원중소벤처기업위원회 중소벤처기업소위원회 위원
  - 2020. 7.~2024. 5. 국가재조포럼 구성의원
  - 2020. 7.~2024. 5. 국회 포스트코로나 경제연구포럼 구성의원
  - 2020. 7.~2024. 5. 전환기 한국경제 포럼 구성의원
  - 2020. 11.~2021. 6. 제21대 국회 전반기 운영위원회 위원
  - 2022. 2.~2022. 3. 제21대 국회 전반기 예산결산특별위원회 위원
  - 2022. 7.~2024. 5. 제21대 국회 후반기 정무위원회 위원
    - 제21대 국회 후반기 정무위원회 법안심사제2소위원회 위원

  - 2022. 7.~2024. 5. 제21대 국회 후반기 여성가족위원회 위원
    - 제21대 국회 후반기 여성가족위원회 예산결산심사소위원회 위원

  - 중소기업과 골목상권을 현장에서 살피는 정책 전문가 포럼 대표의원

## 역대 선거 결과
| 실시년도 | 선거   | 대수 | 직책     | 선거구   | 정당       | 득표수       | 득표율          | 순위          | 당락 | 비고 |
| -------- | ------ | ---- | -------- | -------- | ---------- | ------------ | --------------- | ------------- | ---- | ---- |
| 2020년   | 총선   | 21대 | 국회의원 | 비례대표 | 미래한국당 | 9,441,520 표 | \| \| 33.84% \| | 비례대표 14번 |      | 초선 |
|          | 33.84% |      |          |          |            |              |                 |               |      |      |

## 같이 보기
- 대한민국 제21대 국회의원 선거 미래한국당 후보 목록#비례대표